# Patricia Peña Recio
Patricia Guadalupe Peña Recio (Coatzacoalcos, Veracruz, México, 28 de diciembre de 1977) es una política mexicana afiliada al Partido Revolucionario Institucional (PRI). En 2013-2015 ocupó un escaño en la Cámara de Diputados durante la LXII legislatura, representando al distrito 11 de Veracruz como suplente de Joaquín Caballero Rosiñol.